# Evert Kornmayer

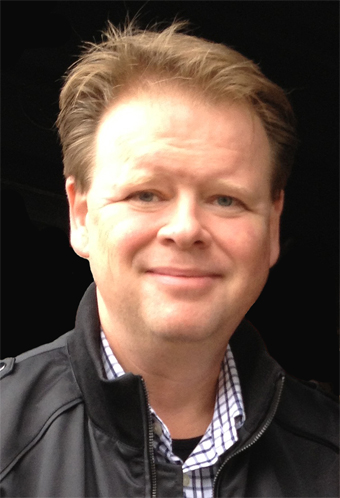
Evert Kornmayer

Evert Kornmayer (* 1965 in Bensheim) ist ein deutscher Sachbuchautor und Verleger.

## Leben
Kornmayer studierte Arbeitsmarktpolitik an der Fachhochschule des Bundes für öffentliche Verwaltung. Sein erstes Buch verfasste er noch während seines Verwaltungsrechtsstudiums in Mannheim. Zusammen mit seinem Bruder Christoph Kornmayer gründete er im Jahr 2002 den Verlag Gebrüder Kornmayer, der sich auf die Herausgabe von kulinarischen und gastronomischen Fachbüchern konzentriert. Titel des Verlags wurden mehrmals mit dem Gourmand World Cookbook Award sowie Gold- und Silbermedaillen der Gastronomischen Akademie Deutschlands ausgezeichnet.
Evert Kornmayer lebt in Dreieich.

## Werke (Auswahl)
- Das große Frankfurter Kochbuch, ISBN 978-3-942051-29-3 (2012)
- Das große Kochbuch der Kelten, ISBN 978-3-942051-26-2 (2011)
- Das neue Frankfurter Kochbuch, ISBN 978-3-938173-13-8 (2007)
- Das kulinarische Necronomicon, ISBN 978-3-942051-36-1 (2012)
- Elephant Hill, ISBN 978-3-938173-58-9 (2008)
- Festliche Menüs für 50 Hochzeitstage, ISBN 978-3-938173-16-9 (2006)
- Festliche Menüs für eure Hochzeitstage, ISBN 978-3-942051-50-7 (2013)
- Francfort - Le livre de cuisine, (französisch) ISBN 978-3-938173-79-4 (2010)
- Frankfurter Küchenbibel, ISBN 978-3-938173-99-2 (2. Aufl. 2012)
- Keltisches Kochbuch, ISBN 978-3-938173-33-6 (2008)
- Klassische & moderne Rezepte aus der Bretagne, ISBN 978-3-938173-00-8 (2. Aufl. 2006)
- Klassische & moderne Rezepte aus Kenia, ISBN 978-3-938173-05-3 (2. Aufl. 2007)
- Klassische & moderne Rezepte aus Malta, ISBN 978-3-9808785-5-5 (2004)
- Klassische & moderne Rezepte aus Neuseeland, ISBN 978-3-9808785-2-4 (3. Aufl. 2005)
- Klassische & moderne Rezepte aus Namibia, ISBN 978-3-9808785-4-8 (3. Aufl. 2006)
- Klassische & moderne Rezepte aus Südafrika, ISBN 978-3-9808785-0-0 (4. Aufl. 2004)
- Südafrikas kulinarische Geheimnisse, ISBN 978-3-9808785-3-1 (2. Aufl. 2005)
- The Frankfurt Cookbook, (englisch) ISBN 978-3-938173-78-7 (2009)
- The Frankfurt Cookbook, (japanisch) ISBN 978-3-942051-03-3 (2010)
- Was Frankfurt isst, ISBN 978-3-938173-14-5 (2. Aufl. 2007)
- Barbarossas Erwachen, ISBN 978-3-938173-49-7 (2. Aufl. 2008)
- Ernst & Falk, (modernisierte Sprachfassung nach G. E. Lessing), ISBN 978-3-942051-20-0 (2011)
- Sternenwächter, ISBN 978-3-9808785-1-7 (2. Aufl. 2004)